# Cumberlandia
Cumberlandia é um género de bivalve da família Margaritiferidae.
Este género contém as seguintes espécies:
- Cumberlandia monodonta